# Castlerea
Castlerea (irl. An Caisleán Riabhach) – miasto w zachodniej Irlandii, w hrabstwie Roscommon, w prowincji Connacht. Drugie pod względem liczby ludności miasteczko w hrabstwie. Nazwa miasta z języka irlandzkiego znaczy "pręgowany zamek". Zamieszkuje je 1985 mieszkańców (2011).